# 索格蒂斯 (紐約州)
索格蒂斯（英語：Saugerties）是一個位於美國紐約州阿爾斯特縣的鎮。

## 人口
根據2020年美國人口普查的數據，索格蒂斯的面積為176.02平方千米，當中陸地面積為167.25平方千米，而水域面積為8.77平方千米。當地共有人口19038人，而人口密度為每平方千米108人。